# 2536 Kozyrev
2536 Kozyrev је астероид главног астероидног појаса са средњом удаљеношћу од Сунца која износи 2,305 астрономских јединица (АЈ).
Апсолутна магнитуда астероида је 13,0.